# Riu de Sorteny
El riu de Sorteny és un riu de muntanya al nord-est de la parròquia d'Ordino, al Principat d'Andorra.
Juntament amb el riu de Tristaina, forma part de la capçalera hidrogràfica de la Valira del Nord. Neix sota els pics de la Serrera i l'Estanyó i aflueix a la Valira del Nord, juntament amb el riu de Tristaina a el Serrat.
Aplega les aigües del riu de la Cebollera (basses de la Cebollera) i el riu de les Cebes que baixen pel nord (marge dret) i més endavant, pel marge esquerre, les que davallen pel riu de l'Estanyó (estany de l'Estanyó) provinents del vessant nord del pic de l'Estanyó. Més avall, a prop de la Rabassa, rep les aigües del riu Rialb pel marge dret, que provenen dels vessants sud del pic de la Font Blanca i el pic del Port de Siguer, abans d'arribar a el Serrat.
El riu de Sorteny està envoltat pels cims i carenes del sector fronterer del nord-oest d'Andorra. La vall muntanyenca per on transcorre el riu de Sorteny, cau sota comes i circs d'origen glacial situats a més de 2.300 m.
La vall del riu de Sorteny és dins el Parc natural de la vall de Sorteny.
Al pla de Sorteny, hi ha el refugi Borda de Sorteny (guardat).